# ONUB
L'operazione delle Nazioni Unite in Burundi (ONUB United Nations Operation in Burundi) è stata una missione delle Nazioni Unite creata dal Consiglio di sicurezza con la risoluzione 1545 del 21 maggio 2000 per controllare l'effettiva realizzazione dell'accordo di pace e riconciliazione di Arusha.
Il contingente era composto da 5,650 militari (di cui 125 ufficiali), 120 poliziotti e 200 osservatori.
La missione si è conclusa, con la piena realizzazione dell'obiettivo, con la Risoluzione 1719 del Consiglio di sicurezza delle Nazioni Unite che dal 1º gennaio 2007 ha sostituito la missione militare con l'Ufficio integrato delle Nazioni Unite in Burundi.